# 2023 Асаф
2023 Асаф (2023 Asaph) — астероїд головного поясу, відкритий 16 вересня 1952 року.
Тіссеранів параметр щодо Юпітера — 3,128.